# Андеол Галльский
Андеол (, скончался в 208 году) — священномученик Галльский. День памяти — 1 мая.
Святой Андеол был родом из Смирны. Иподиакон, товарищ святого Поликарпа, святой Андеол был послан им вместе со святым Венигном (Benignus) в Галлию. Они остановились в Виваре (Vivarais), где и трудились до ареста. 
Септимий Север, проезжая тем регионом, приговорил святого к казни. Он был усечён гладиусом 1 мая 208 года в Бергоиата (Bergoiata), галльском поселении на скалистом утёсе над рекой Роной, которое известно ныне как Бург-Сент-Андеол (Bourg-Saint-Andéol). Тело, брошенное в Рону, впоследствии было обретено богатой римлянкой Аникией или Амикией Евхерией Туллией (Anycia or Amycia Eucheria Tullia, благословенная Туллия), дочерью сенатора Евхерия Валериана, которая поместила его в саркофаг. Этот саркофаг был вновь обретён в 1865 году во время раскопок часовни святого Поликарпа в Бург-Сент-Андеоле, что в области Ардеш.